# Vermileo vermileo
Vermileo vermileo is een vliegensoort uit de familie Vermileonidae. De wetenschappelijke naam is gepubliceerd in 1758 door Carl Linnaeus in de tiende editie van Systema naturae.